# Nawra (województwo kujawsko-pomorskie)
Nawra – wieś w Polsce położona w województwie kujawsko-pomorskim, w powiecie toruńskim, w gminie Chełmża.

## Podział i demografia

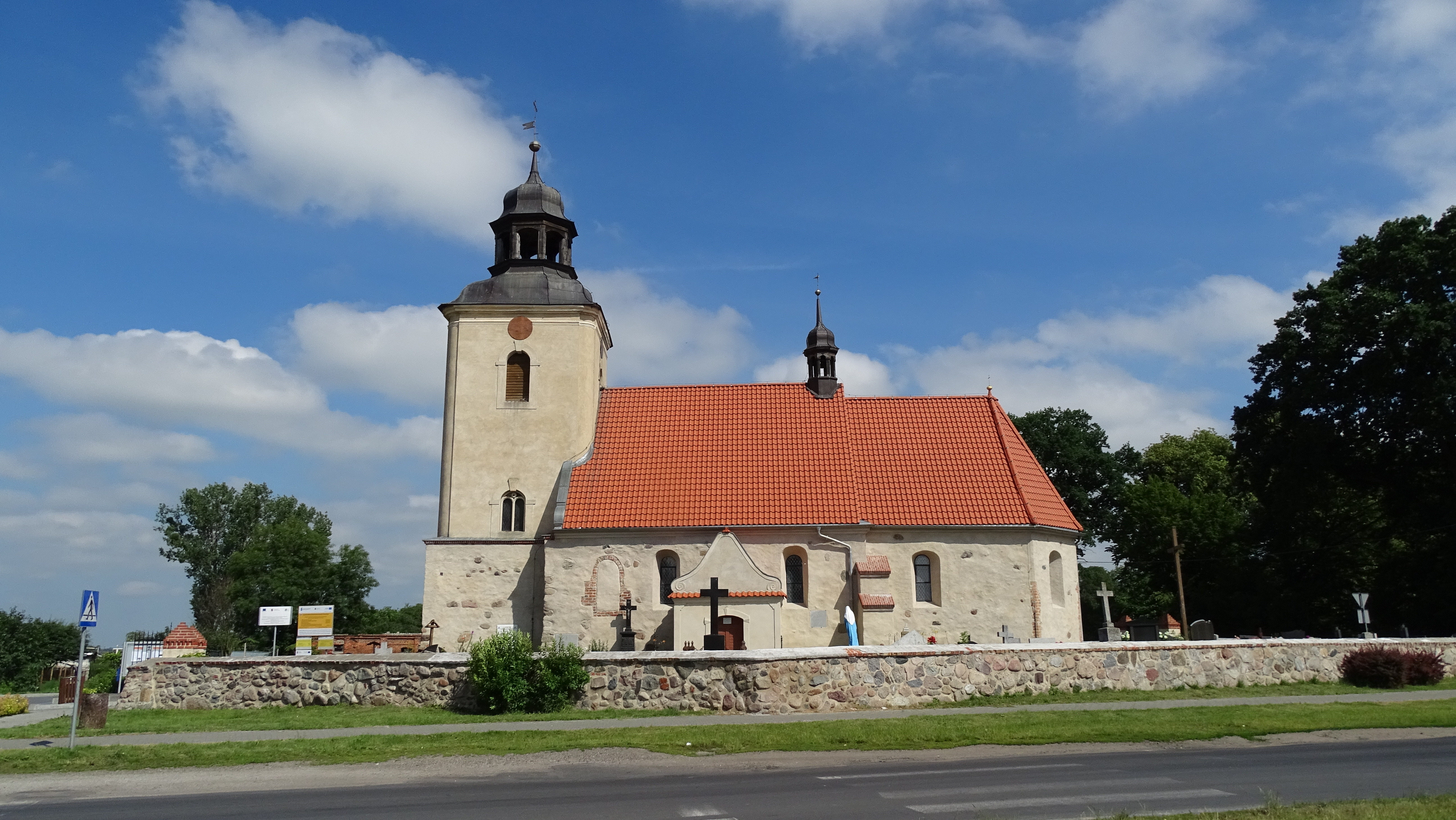
Kościół w Nawrze

Miejscowość w średniowieczu (XIV wiek) przeszła na własność prokuratora papowskiego (z Papowa Biskupiego). W latach 1975–1998 miejscowość położona była w województwie toruńskim. Według Narodowego Spisu Powszechnego (III 2011 r.) liczyła 477 mieszkańców. Jest siódmą co do wielkości miejscowością gminy Chełmża.

## Części wsi
| SIMC    | Nazwa         | Rodzaj    |
| ------- | ------------- | --------- |
| 0842101 | Izabelin      | część wsi |
| 0842118 | Nawra-Kolonia | część wsi |

## Nazwa
Nazwę Nawry wywodzi się od słowa mawra, pochodzącego z jęz. staropruskiego, oznaczającego teren podmokły, lub rośliny rosnące w stojącej wodzie. Staropruski rdzeń maur- jest również obecny w nazwach miejscowych takich, jak Nawra – wieś w województwie warmińsko-mazurskim, wieś Mawry (niem. Mawern),  czy Jezioro Mamry (niem. Mauer See). Wraz z nazwami takimi jak Łunawy oraz Łyniec, pochodzenie nazwy wsi z języka staropruskiego stanowi przypadek odosobniony na ziemi chełmińskiej i może wskazywać na istnienie w tych okolicach osadnictwa staropruskiego. Najstarsza zapisana w języku łacińskim nazwa wsi to Nebere, przybierająca później również brzmienie Neber, Ever, Never i Nefer. Z tych nazw wywodzi się niemiecka nazwa wsi Eber.

## Zabytki
- Zespół pałacowo-parkowy: klasycystyczny pałac zbudowany w latach 1798–1805 dla Konstantego Kruszyńskiego, przebudowany w latach 1870–1880 dla rodziny Sczanieckich. Od 1865 roku właścicielem został ród Sczanieckich, po ślubie Bogusławy, córki Władysława Kruszyńskiego, z działaczem narodowym i kolekcjonerem sztuki Michałem Sczanieckim. W czasie II wojny światowej pałac został zdewastowany przez Niemców, którzy już na początku okupacji usunęli całkowicie z majątku ostatnich właścicieli: Jana i Irenę z Cichowskich Sczanieckich. Po bokach pałacu znajdują się dwie symetrycznie rozmieszczone oficyny. Pałac otoczony jest zaprojektowanym przez braci Larassów parkiem krajobrazowym z 1. połowy XIX wieku
- Klasycystyczna karczma z końca XVIII wieku
- Gotycko-barokowy kościół św. Katarzyny Aleksandryjskiej z kamieni polnych i cegły, powstał prawdopodobnie w XIV w., przebudowany po roku 1661 i w latach 1778–1786, wewnątrz wyposażenie barokowe. W rokokowym ołtarzu głównym obraz Matki Boskiej z Dzieciątkiem z 1. połowy XVII wieku, w sukience z roku 1767, według legendy przywieziony z niewoli moskiewskiej przez Bernarda Kruszyńskiego. Wśród pozostałego wyposażenia znajdują się: epitafium Kruszyńskich z roku 1815, fundacji Konstantego Kruszyńskiego, ołtarze boczne z przełomu XVII i XVIII w., późnorenesansowe stalle z 1. połowy XVII w., rokokowa ambona z 3. ćwierci XVIII w.